# بدون کمی هرزگی به کجا می‌توانی برسی؟
بدون کمی هرزگی به کجا می‌توانی برسی؟ (ایتالیایی: Dove vai se il vizietto non ce l'hai?) یک فیلم کمدی سکسی سبک ایتالیایی به کارگردانی مارینو جیرولامی است که در سال ۱۹۷۹ منتشر شد.

## گزیدهٔ بازیگران
- رنتسو مونتانیانی
- آلوارو ویتالی
- پائولا سناتوره
- ماریو کاروتنوتو
- لری دل سانتو
- سابرینا سیانی